# Słownik geograficzny Królestwa Polskiego
Słownik geograficzny Królestwa Polskiego – geograficzny słownik encyklopedyczny wydany w latach 1880–1902 w Warszawie przez Filipa Sulimierskiego, Bronisława Chlebowskiego i Władysława Walewskiego; rejestrował toponimy z obszaru Rzeczypospolitej Obojga Narodów oraz niektórych terenów ościennych (m.in. części Śląska czy Prus Książęcych); wielokrotnie wznawiany, stanowi cenne źródło wiadomości geograficznych, historycznych, gospodarczych, demograficznych i biograficznych.

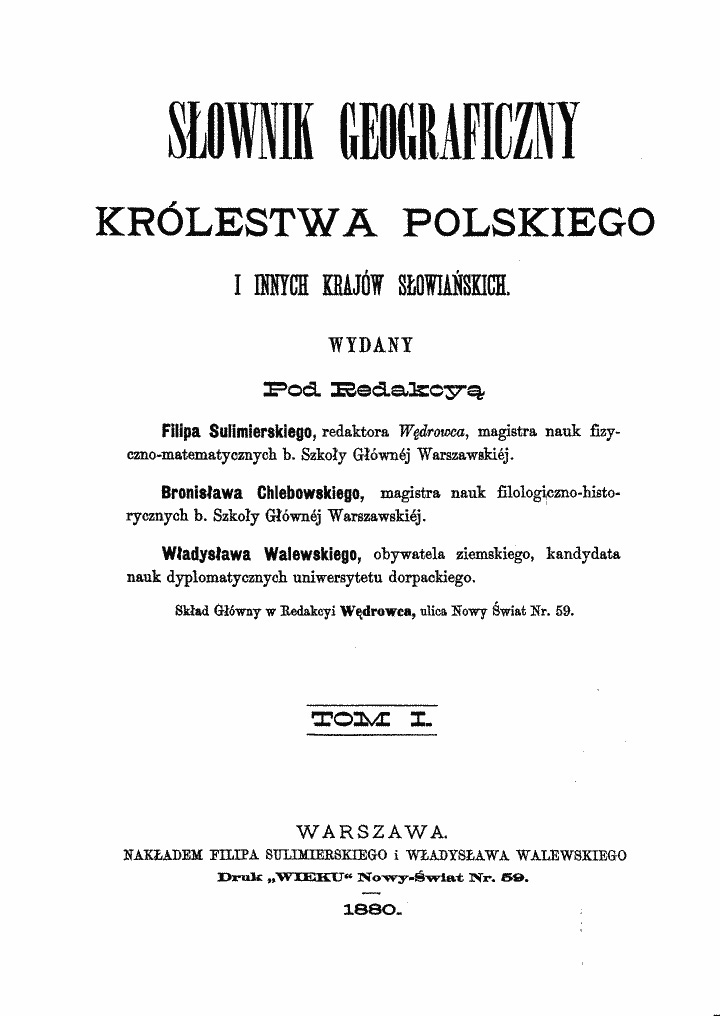
Karta tytułowa I tomu „Słownika geograficznego Królestwa Polskiego i innych krajów słowiańskich” z 1880.

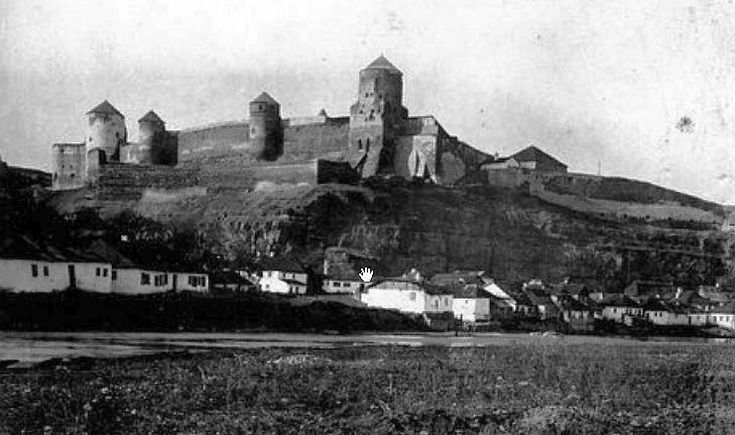
Zdjęcie Twierdzy w Kamieńcu Podolskim z XV tomu słownika wydanego w 1900.

## Prekursorzy dzieła
Inicjatorem i głównym redaktorem słownika był Filip Sulimierski – redaktor „Wędrowca”, magister nauk fizyczno-matematycznych b. Szkoły Głównej Warszawskiej. Razem z nim współredagowali dzieło Bronisław Chlebowski – magister nauk filologiczno-historycznych b. Szkoły Głównej Warszawskiej oraz Władysław Walewski – ziemianin, kandydat nauk dyplomatycznych Uniwersytetu Dorpackiego. Praca została opublikowana w dużym stopniu dzięki funduszom Witolda Zglenickiego uzyskanym za pośrednictwem Kasy Mianowskiego. Poszczególne tomy ukazywały się w latach 1880–1902 i były dostępne w prenumeracie pod postacią szczupłych zeszytów, których kilkanaście składało się na każdy tom.

## Zawartość
Dzieło to, wydane pod tytułem pozwalającym uniknąć ingerencji cenzury carskiej, stanowi opis prawie wszystkich miejscowości z terenów, które obejmowała pierwsza Rzeczpospolita w swych największych historycznych granicach. W ten sposób hasła obejmują zarówno regiony, miasta, wsie i osady, jak i rzeki, jeziora i szczyty górskie. Zakres geograficzny Słownika obejmuje Królestwo Polskie (Kongresówka), rosyjskie gubernie nadbałtyckie, zachodnie i część południowych, terytorium Prus Zachodnich i Wschodnich, ziemie Wielkiego Księstwa Poznańskiego oraz Śląska pruskiego i austriackiego, Pomorze Zachodnie, Galicję, Morawy, części ziem słowackich przynależne do Węgier, a także obszar Bukowiny. Hasła zawierają położenie geograficzne i administracyjne, dane statystyczno-demograficzne (w tym często wyznaniowe) oraz wiele informacji o szkołach, przemyśle i handlu, transporcie, rolnictwie. Często wiedza ta jest wzbogacona o krótki rys historyczny, nazwiska kolejnych właścicieli i urzędników (państwowych, samorządowych i wyznaniowych) lub znanych mieszkańców. Całość jest wzbogacona o cenną bibliografię.
Niektóre opisy zawierają także współrzędne geograficzne z dokładnością do stopni i minut, ale uwaga – długość geograficzna jest liczona od południka przechodzącego przez wyspę El Hierro (łacińska nazwa Ferro) położoną 17°39′46″ na zachód od południka Greenwich. W związku z tym od podanej w Słowniku wartości długości geograficznej należy odjąć ok. 17°40′, aby otrzymać położenie w notacji obecnie stosowanej.

## Praca redakcyjna
Redaktorzy postawili przed sobą zadanie połączenia w całość danych pochodzących z trzech zaborów. Wykorzystywali do tego dane urzędowe, a także nadsyłane od amatorów lokalnej historii angażujących się dobrowolnie lub odpłatnie. Ich wkład w tworzenie dzieła jest znaczny i to redaktorzy Słownika bardzo mocno podkreślają we wstępie do Słownika. Materiały, które przysyłali do redakcji z wielu miejscowości, odznaczają się niejednolitą wartością merytoryczną.
Sporym utrudnieniem dla redaktorów Słownika były podziały administracyjne i różnice w metodach statystyki urzędowej spotykane na byłych obszarach Rzeczypospolitej. Uniemożliwiły one jednolite opisanie haseł.

## Wpływ
Już z chwilą wydania dzieło to stanowiło wyjątkowo cenny – na skalę światową – przykład pracy encyklopedycznej. Z czasem coraz bardziej doceniano ogrom pracy redaktorskiej i wydawniczej. W latach 1975–1977 nakładem Wydawnictw Artystycznych i Filmowych wydano, wykonany techniką fotooffsetową, reprint w limitowanej, numerowanej serii 800 egzemplarzy. Współcześnie Słownik jest jednym z głównych źródeł do prac nad XIX wiekiem dla wielu nauk, takich jak geografia historyczna, genealogia, kulturoznawstwo, etnologia. Wiele wydawnictw kartograficznych po 1989 roku ustaliło na podstawie Słownika nazwy kresowe mniejszych miejscowości. W 1995 roku wydano indeks nazwisk do Słownika. Następnie pojawiły się wydania na CD-ROM oraz w Internecie.

## Lista współpracowników
Lista bezinteresownych stałych i okresowych współpracowników redakcji Słownika została sporządzona na podstawie informacji zamieszczonych w przedmowie do pierwszej części dzieła, napisanej przez Filipa Sulimierskiego 20 listopada 1879, oraz w sporządzonym w czerwcu 1897 zakończeniu tomu 14, w którym redaktorzy Słownika dodali, że ogólnie w pracy nad Słownikiem uczestniczyło przeszło 150 osób.
Lista współpracowników sporządzona przez Zygmunta Paruckiego uzupełnia listę Słownika o kilkanaście osób, a także hierarchizuje autorów artykułów. Zygmunt Parucki wymienia tylko 38 nazwisk, a Słownik geograficzny 80. Nazwiska oznaczone gwiazdką „*” podaje również Słownik.

### Lista Paruckiego
- 1. Wacław Nałkowski – zamieścił w Słowniku artykuł „Obszar geograficzny Polski historycznej” oraz artykuły o Dnieprze i Dźwinie,
- 2. Eugeniusz Romer* ze Lwowa – pracował w końcowym okresie wydawania Słownika. Dostarczył wiele notatek o niektórych dolinach, szczytach i potokach w Karpatach (Waksmundzka Dolina, Walecka Dolina, Walecki Potok, Wapienna Góra i in.),
- 3. Ludwik Krzywicki – artykuł Czerwony Bór oraz wiele miejscowości na Kurpiach (np. Dobry Las, Gontarze, Grabownica, Gruszka, Grudzic, Gzowo, Gawrychy, Gibałka)
- 4. Aleksander Jabłonowski – artykuły: Ukraina, Wołyń, Wołoszczyzna, Zadnieprze i Zaporoże

#### Królestwo Polskie
- 5. Bronisław Chlebowski – artykuły dotyczące Królestwa Polskiego
- 6. Józef Franciszek Bliziński* – znany autor dramatyczny, przez dłuższy czas stale pracował dla redakcji Słownika. Dostarczył opisy poszczególnych rzek, strumieni i potoków, zwłaszcza na obszarze Kielecczyzny.
- 7. Jan Chorąży* – przez dłuższy czas stale pracował dla redakcji Słownika. Sporządzał opisy miejscowości w powiecie konińskim i tureckim.
- 8. Michał Witanowski* – przez dłuższy czas stale pracował dla redakcji Słownika. Autor monografii Łęczycy, Kłodawy i Piotrkowa. Opracował szereg miejscowości w okolicach Łęczycy, Łowicza, Łodzi i Kielecczyzny.
- 9. Romuald Oczykowski* – przez dłuższy czas stale pracował dla redakcji Słownika. Opracował niektóre miejscowości w Łowickim, np. Walewice nad Bzurą, Gzinka, pow. łowicki.
- 10. Al. Palmirski* – stały współpracownik redakcji Słownika. Opracował m.in. Chmielnik, Chmielów, Chocimów (pow. opatowski), Chociszewo (pow. kolski), Gozdowo (Sierpc).
- 11. W. Winkler – opracował miejscowości znajdujące się w powiecie wieluńskim
- 12. Stanisław Majerski* (lub St. Majewski) – przez dłuższy czas stale pracował dla redakcji Słownika. Opracował m.in. miasta: Woronce (dopływ Bystrzycy), Wiejski Potok.
- 13. Robert Przegaliński* – przez dłuższy czas stale pracował dla redakcji Słownika. Opracował miejscowości w powiecie janowskim.
- 14. R. Bruhl – opisał miejscowości podwarszawskie.

#### Ziemie zaboru austriackiego
- 15. Bronisław Gustawicz* – nauczyciel geografii i historii w Gimnazjum św. Anny w Krakowie, przez dłuższy czas stale pracował dla redakcji Słownika.
- 16. Maurycy Maciszewski* (1847–1917) – nauczyciel historii i geografii, stały współpracownik redakcji Słownika. Opracował m.in. Kraków, Nowy Sącz, Myślenice, Rzeszów, Krosno, Kolbuszową, Łańcut, Mielce i in.
- 17. Ludwik Dziedzicki* (1844–1903)[6] – profesor ze Lwowa, stały współpracownik redakcji Słownika. Opracował artykuły o Przemyślu i Rudkach, Wołczkowcach, Wołczuchach, Olesku.

#### Wielkie Księstwo Poznańskie
- 18. Edmund Callier* – przez dłuższy czas stale pracował dla redakcji Słownika. Opracował główny artykuł o Wielkim Księstwie Poznańskim oraz miejscowości w porządku alfabetycznym od M do W.
- 19. Maksymilian Studniarski* (1828–1889) – starszy nauczyciel geografii w Poznaniu. Przez dłuższy czas stale pracował dla redakcji Słownika. Opracował miejscowości w porządku alfabetycznym od A do M.
- 20. Władysław Łebiński* (1840–1907) – działacz polityczny, społecznik, dziennikarz, powstaniec styczniowy, przez dłuższy czas stale pracował dla redakcji Słownika. Opracował artykuły rozpoczynające się od litery W. Pochowany na Cmentarzu Zasłużonych Wielkopolan.

#### Pomorze, Mazury i Warmia
- 21. ks. Jakub Fankidejski* (1844–1883) z Pelplina – przez dłuższy czas stale pracował dla redakcji Słownika.
- 22. ks. Romuald Frydrychowicz* – przez dłuższy czas stale pracował dla redakcji Słownika.

#### Górny i Dolny Śląsk
- 23. Anna Nałkowska* (1862–1942)
- 24. Walerian Heck* (lub Hech) – nauczyciel historii i geografii w Gimnazjum św. Anny w Krakowie, autor historycznej mapy Polski. Przez dłuższy czas stale pracował dla redakcji Słownika.
- 25. Filip Sulimierski – opisał wiele miejscowości w pierwszych tomach Słownika.
- 26. Alfons Parczewski – opisał niektóre miejscowości na Dolnym Śląsku.

#### Obszary leżące poza obecną RP
- 27. Edward Rulikowski* z guberni kijowskiej – historyk, archeolog, etnograf, członek Komisji Antropologicznej Akademii Umiejętności w Krakowie, a także członek Komisji Archeograficznej w Kijowie. Urodził się w 1825 w Motowidłówce na Ukrainie w zamożnej rodzinie ziemiańskiej. W 1880 Rulikowski podjął stałą współpracę z redakcją Słownika geograficznego. Dla tego wydawnictwa opisał szereg miejscowości na Ukrainie i Białorusi. Zmarł w roku 1900[7].
- 28. Aleksander Jelski*, obywatel guberni mińskiej, stały współpracownik redakcji Słownika. Dostarczał dane z Polesia i Białorusi.
- 29. Gustaw Manteuffel* (1832–1916) z Rygi – baron, historyk i etnolog polski. Ze znanej inflancko-pomorskiej rodziny Manteufflów. Badacz dziejów Inflant polskich. Przez dłuższy czas stale pracował dla redakcji Słownika. Dostarczał dane z Łotwy i Estonii.
- 30. Józef Krzywicki – dostarczał dane głównie odnośnie do Wołynia.
- 31. Aleksander Dowojna-Sylwestrowicz* (1857–1911) z Łapkaś – opracowywał Litwę.
- 32. Józef Bieliński – opracowywał Litwę.
- 33. Alfons Parczewski – dostarczał informacje z Łużyc.

#### Pomocnicy redakcji Słownika
- 34. Henryk Sienkiewicz
- 35. Adolf Dygasiński
- 36. Aleksander Świętochowski
- 37. Wojciech Gerson*
- 38. Stefan Szolc-Rogoziński

### Lista współpracowników redakcji Słownika
- 39. Jan Banzemer
- 40. Ludwik Bryndza z Woroblina
- 41. Adam Chmara (1829 – 1889)[8] – obywatel z guberni mińskiej
- 42. Chmurzyński z Radomska
- 43. Aleksander Czołowski ze Lwowa
- 44. Emilia Dobrzańska urodziła się w Rożenku i była wychowywana w dworku należącym do rodziny jej ojca Franciszka Karczewskiego. Uczęszczała na pensję sióstr Emilii i Felicji Krzywickich, działającej od 1856 w gmachu przy ulicy Kaliskiej (obecnie Słowackiego 11) w Piotrkowie. Gdy w 1881 kurator Apuchtin zamknął szkołę dla dziewcząt, jeszcze w tym samym roku zorganizowała na jej miejsce czteroklasową szkołę żeńską. Funkcjonowanie tej placówki od samego początku budziło trwogę władz zaborczych i w konsekwencji doprowadziło do jej zamknięcia po dwóch latach działalności. W 1883 pod pretekstem utworzenia stancji dla dziewcząt Dobrzańska zorganizowała prężnie działający zakład wychowawczy dla dziewcząt, w którym odbywało się ich tajne nauczanie[9].
- 45. Stanisław Eliasz-Radzikowski (1869–1935) – syn Walerego, lekarz, z zamiłowania badacz historii oraz folkloru Tatr i Podhala
- 46. Władysław Federowicz z Okna
- 47. ks. M. Gapiński z Nawry pod Chełmżą
- 48. Karol Gerlach
- 49. C. Haller
- 50. Karol Hoffmann (lub Hofman) z Suwałk
- 51. Bolesław Kamiński Żyłłok z guberni wołyńskiej
- 52. dr Wojciech Kętrzyński ze Lwowa
- 53. Władysław Korotyński
- 54. Adam Kosmowski z Wilna
- 55. Kajetan Kraszewski
- 56. Kazimierz Król
- 57. Józef Kuczyński
- 58. Kurtzman spod Rawicza
- 59. Michał Kuściński z guberni witebskiej
- 60. Wojciech Leppert
- 61. Józef Łabuński
- 62. Józef Łazowski z Sawina
- 63. Adam Łopaciński przez dłuższy czas stale pracował dla Słownika
- 64. Edward Maliszewski 1875-1928 – dziennikarz; krajoznawca; historyk
- 65. M. Marassé z Krosna
- 66. dr Eugeniusz Maryański z Jarmoliniec – stały współpracownik redakcji Słownika
- 67. hrabia Tadeusz Miączyński z Wielgiego
- 68. Ildefons Mroczkowski z Wyszek
- 69. Henryk Müldner – literat z Krakowa, autor takich pozycji: Kąpiele Schwarzenberg, węgierski Gräfenberg na Spiżu: wspomnienia z podróży odbytéj w lecie 1878 r., Warszawa: Gebethner i Wolff, 1879; Szkice z podróży po Słowacyi: z dodaniem krótkiego przewodnika, Kraków 1877; Bibliografia karpacka, „Pamiętnik Towarzystwa Tatrzańskiego”, tom I, rok 1876
- 70. Adam Napieralski – przez dłuższy czas stale pracował dla redakcji Słownika
- 71. J.J. Ossowski z Czerwonej (pod Ełkiem)
- 72. ks. Ostaszewski – stały współpracownik redakcji Słownika
- 73. Ostrołęcki z Lubartowa
- 74. Juliusz Ostrowski
- 75. Kazimierz Plebański z Izdebna
- 76. Klaudyusz Przedrzymirski z guberni kijowskiej
- 77. Klemens Przedrzymirski z Wołynia
- 78. Antoni Rehman ze Lwowa
- 79. Ludwik Rokossowski z guberni wołyńskiej
- 80. Bronisław Rozwadowski z Brzeżan
- 81. Zygmunt Różycki z guberni wołyńskiej
- 82. Ignacy Rychlik z Jarosławia
- 83. Adam Rzążewski (1844–1885) – historyk literatury i publicysta. Urodził się 3 listopada 1844 w Cieleśnicy na Podlasiu. W 1862 ukończył Gimnazjum Lubelskie. Do roku 1869 studiował historię i filozofię w Warszawskiej Szkole Głównej. Osiadł następnie na wsi i zajął się gospodarstwem. Zmuszony do wyjazdu za granicę przebywał w Paryżu i pod pseudonimem Aër prowadził działalność literacką jako krytyk studiów literackich oraz korespondent i współpracownik różnych pism polskich. Autor wielu rozpraw, powieści, nowel i poematów. Zmarł 8 listopada 1885 w Paryżu.
- 84. Jan Sembrzycki – przez dłuższy czas stale pracował dla redakcji Słownika
- 85. hrabia Józef Skarbek z Osięcin w pow. nieszawskim
- 86. Stanisław Skrzyński
- 87. Edward Slaski (błędnie Śląski) z Janowa Lubelskiego
- 88. Tytus Sopodźko (lub Sopoćko) (1845–1896) – obywatel z gub. mińskiej
- 89. Gustaw Szpilewski z Białegostoku
- 90. Aleksander Tyszyński (1811–1880) – krytyk literacki; współzałożyciel (1841) i współredaktor „Biblioteki Warszawskiej”; 1866–1869 wykładowca Szkoły Głównej; od 1873 członek Akademii Umiejętności; przedstawiciel krytyki romantycznej (m.in. w zbeletryzowanym traktacie filozoficzno-estetycznym Amerykanka w Polsce), ewoluował ku programowi pozytywistycznemu.
- 91. E. Uściński z Maryampola
- 92. Józef Wejssenhof
- 93. Władysław Wiśniewski z Krakowa
- 94. Konstanty Wójciechowski
- 95. Tytus Żukowski – przez dłuższy czas stale pracował dla redakcji Słownika
- 96. Szymon Gardiasz

## Opis bibliograficzny
wyd. pod red. F. Sulimierskiego, B. Chlebowskiego, J. Krzywickiego i W. Walewskiego: Słownik geograficzny Królestwa Polskiego i innych krajów słowiańskich. T. 1-15. Warszawa: 1880-1902. Brak numerów stron w książce
- T. I Aa – Dereneczna, 1880, 960 s.
- T. II Derenek – Gżack, 1881, 943 s.
- T. III Haag – Kępy, 1882, 960 s.
- T. IV Kęs – Kutno, 1883, 963 s.
- T. V Kutowa Wola – Malczyce, 1884, 960 s.
- T. VI Malczyce – Netreba, 1885, 960 s.
- T. VII Netrebka – Perepiat, 1886, 960 s.
- T. VIII Perepiatycha – Pożajście, 1887, 960 s.
- T. IX Pożajście – Ruksze, 1888, 960 s.
- T. X Rukszenice – Sochaczew, 1889, 960 s.
- T. XI Sochaczew – Szlubowska Wola, 1890, 960 s.
- T. XII Szlurpkiszki – Warłynka, 1892, 960 s.
- T. XIII Warmbrun – Worowo, 1893, 960 s.
- T. XIV Worowo – Żyżyn, 1895, 930, 8 s.
- T. XV, cz. 1 Abablewo – Januszowo, 1900, 640 s.
- T. XV, cz. 2 Januszpol – Żyżkowo, Aleksin – Wola Justowska, 1902, 741, [2] s.

## Nazwy niektórych jednostek administracyjnych
Słownik odwołuje się do nazw powiatów według poniższego spisu. Podział regionalny oraz pisownia według skorowidzu.

### Galicya
Powiaty:
bialski,
bóbrecki,
bohorodczański,
borszczowski,
brodzki,
brzeski,
brzeżański,
brzozowski,
buczacki,
chrzanowski,
cieszanowski,
czortkowski,
dąbrowski,
dobromilski,
doliniański,
drohobycki,
gorlicki,
gródecki,
grybowski,
horodeński,
husiatyński,
jarosławski,
jasielski,
jaworowski,
kałuski,
Kamionka Strumiłowa,
kolbuszowski,
kołomyjski,
kossowski,
krakowski,
krośnieński,
limanowski,
Lisko,
lwowski,
łańcucki,
mielecki,
Mościska,
myślenicki,
nadworniański,
nisko,
nowosądecki,
nowotarski,
pilzeński,
podhajecki,
przemyski,
przemyślański,
Rawa Ruska,
rohatyński,
ropczycki,
Rudki,
rzeszowski,
samborski,
sanocki,
skałacki,
stanisławowski,
staromiejski,
stryjski,
śniatyński,
tarnobrzeski,
tarnopolski,
tarnowski,
tłumacki,
trębowelski,
turka,
wadowicki,
wielicki,
zaleszczycki,
zbaraski,
złoczowski,
żółkiewski,
żydaczowski,
żywiecki

### Gubernia grodzieńska
Powiaty:
białostocki,
bielski,
brzeski,
grodzieński,
kobryński,
prużański,
słonimski,
sokólski,
wołkowyski

### Gubernia kaliska
Powiaty:
kaliski,
kolski,
koniński,
łęczycki,
sieradzki,
słupecki,
turecki,
wieluński

### Gubernia kielecka
Powiaty:
jędrzejowski,
kielecki,
miechowski,
olkuski,
pińczowski,
stobnicki (stopnicki),
włoszczowski

### Gubernia kijowska
Powiaty:
berdyczowski,
czehryński,
czerkaski,
humański lub umański,
kaniowski,
kijowski,
lipowiecki,
radomyski,
skwirski,
taraszczański,
wasylkowski,
zwinogródzki

### Gubernia kowieńska
powiaty:
kowieński,
nowoaleksandrowski,
poniewieski,
rossieński,
szawelski,
telszewski,
wiłkomierski

### Gubernia kurlandzka
powiat mitawski

### Gubernia lubelska
powiaty:
powiat biłgorajski,
powiat chełmski,
powiat hrubieszowski,
powiat janowski,
powiat krasnostawski,
powiat lubartowski,
powiat lubelski,
powiat nowoaleksandryjski,
powiat tomaszowski

### Gubernia łomżyńska
powiaty:
powiat kolneński,
powiat łomżyński,
powiat makowski,
powiat mazowiecki,
powiat ostrołęcki,
powiat ostrowski,
powiat pułtuski,
powiat szczuczyński

### Gubernia mińska
powiaty:
borysowski,
ihumeński,
mozyrski,
miński,
nowogródzki,
piński,
rzeczycki,
słucki

### Gubernia mohylewska
powiaty:
czausowski,
czerykowski,
homelski,
horecki,
horodecki,
klimowicki,
mohilewski,
mścisławski,
orszański,
rohaczewski,
sieński lub sienneński,
starobychowski

### Gubernia piotrkowska
powiat będziński,
powiat brzeziński,
powiat częstochowski,
powiat łaski,
powiat łódzki,
powiat noworadomski,
powiat piotrkowski,
powiat rawski

### Gubernia płocka
powiat ciechanowski,
powiat lipnowski,
powiat mławski,
powiat płocki,
powiat płoński,
powiat przasnyski,
powiat rypiński,
powiat sierpecki

### Gubernia podolska
powiaty:
bałcki,
bracławski,
hajsyński,
jampolski,
kamieniecki,
latyczowski,
lityński,
mohylowski,
olhopolski,
płoskirowski lub proskurowski,
uszycki lub nowouszycki,
winnicki

### Gubernia radomska
powiat iłżecki,
powiat konecki,
powiat kozienicki,
powiat opatowski,
powiat opoczyński,
powiat radomski,
powiat sandomierski

### Gubernia siedlecka
powiat bialski,
powiat garwoliński,
powiat konstantynowski,
powiat łukowski,
powiat radzyński,
powiat siedlecki,
powiat sokołowski,
powiat węgrowski,
powiat włodawski

### Gubernia smoleńska
powiaty:
bialski,
krasnowski

### Gubernia suwalska
powiat augustowski,
maryampolski,
powiat sejneński,
powiat suwalski,
władysławowski,
wiłkowiski, a właściwie Wyłkowyski

### Gubernia warszawska
powiat błoński,
powiat gostyński,
powiat grójecki,
powiat kutnowski,
powiat nieszawski,
powiat nowomiński,
powiat radziejowski,
powiat radzymiński,
powiat skierniewicki,
powiat sochaczewski,
powiat warszawski,
powiat włocławski

### Gubernia wileńska
dzisieński,
lidzki,
oszmiański,
święciański,
trocki,
wilejski,
wileński

### Gubernia witebska
powiaty:
drysieński,
dyneburski,
lepelski,
lucyński,
newelski,
połocki,
rzeżycki,
siebieski,
suraski
wieliski (Wieliż),

### Gubernia wołyńska
powiaty:
dubieński,
kowelski,
krzemieniecki,
łucki,
zwiahelski lub nowogradwołyński,
ostrogski,
owrucki,
rówieński,
starokonstantynowski,
zasławski

### Prusy wschodnie
powiat braniewski lub brunsberski (Bransberg),
darkiański,
powiat ełcki lub łecki (Lyck),
fiszhuski,
frydlądzki albo frylądzki (fyrlądzki),
gąbiński albo głąbiński,
gierdawski,
powiat gołdapski,
powiat pasłęcki, czyli holądzki (Preussich-Holand),
powiat iławski (Preussich-Eylau),
powiat piski lub jańsborski (Johannisburg),
kłajpedzki (Memel),
królewiecki,
labiewski v. labiawski albo Łabiewski (Labiau),
lecki (Loetzen),
powiat lidzbarski albo świętogórski (Heiselberg),
olecki lub margrabowski (Oletzko),
żuławski lub nizinowy (Niederung),
powiat olsztyński (Allenstein),
powiat ostródzki (Osterode),
pilkaleński (Pilkallen),
ragnecki (Ragnit),
rastemborski,
powiat reszelski (Roessel),
stołupiański (Stallupoehnen),
powiat suski (rosenberg),
powiat szczycieński lub szczycki (Ortelsburg),
szyłokarczemski (Heydekrug),
świętomiejski lub świętosiekierski (Heiligenbeil),
tylżycki,
węgoborski (Angerburg),
wystrucki (Insterburg),
ządzborski lub sąsborski (Sensburg)

### Prusy zachodnie
powiat brodnicki (Strasburg),
powiat chełmiński (Culm),
powiat człuchowski (Schlochau),
powiat elbląski,
powiat gdański,
grudziąski,
powiat kartuski,
powiat kościerski (Berent),
powiat kwidzyński (Marienwerder),
powiat lubawski (Loebau),
powiat malborski,
niborski albo nidborski (Neidenburg),
starogrodzki (Stargardt),
powiat sztumski,
powiat świecki (Schwetz),
powiat toruński,
powiat tucholski,
powiat wałecki (Deutschkrone),
powiat wejherowski (Neustadt),
powiat złotowski (Flatow)

### Szląsk austryacki
powiat bielski,
bogumiński (Oderberg),
powiat cieszyński,
frydecki,
frysztacki,
frywałdzki,
skoczowski,
strumieński

### Szląsk pruski
bolesławski (Bunzlau),
bolkowicki (Bolkenhayn),
powiat brzeski (Brieg),
powiat bystrzycki (Habelschwerdt),
powiat bytomski (Beuthen),
powiat gliwicki albo toszecki (Tost-Gleiwitz),
powiat głogowski,
głupczycki (Leobschutz),
górski (Guhrau),
powiat grotkowski,
powiat jaworski (Jauer),
powiat jeleniogórski (Hirschberg),
kamienogórski (Landshut), powiat kluczborski (Crenzburg),
kładzki (Glatz),
powiat kozielski (Kosel),
powiat kożuchowski (Freistadt),
powiat lignicki,
powiat lubański (Lauban),
powiat lubiński (Lueben),
powiat lubliniecki (Lublinitz),
lwowski (Loewenberg),
mielicki (Militsch),
powiat namysłowski (Namslau),
niemczyński (Nimptsch),
powiat niemodliński (Falkenberg),
nissański (Neisse),
nowotarski (Neumarkt),
olawski (Ohlau),
olesiński (Rosenberg),
powiat oleśnicki,
powiat opolski (Oppeln),
powiat prądnicki (Neustadt),
powiat pszczyński,
powiat raciborski (Ratibor),
rozbórski (Rothenburg),
powiat rybnicki,
rychbachowski (Reichenbach),
starohucki (Neurode),
powiat strzeliński (Strehlen),
strzygłowski (Striegau),
stynawski (Steinau),
powiat sycowski (Wartenberg),
szprotowski (Sprottau),
szunowski (Schoenau),
powiat świdnicki,
walbrzyski (Waldenburg),
wojrecki lub wojrowicki (Hoyerswerda),
powiat wołowski,
powiat wrocławski,
powiat ząbkowicki (Frankenstein),
powiat zgorzelecki (Goerlitz),
ziębicki (Münsterberg),
powiat zielonogórski (Grunberg),
złotoryjsko-hajnowski (Goldberg-Haynau),
żegański

### Wielkie Księstwo Poznańskie
Słownik faktycznie opisuje obszar właściwy dla rejencji bydgoskiej i rejencji poznańskiej Prowincji Poznańskiej, gdyż Wielkie Księstwo Poznańskie zostało zniesione w 1848.
babimoski,
bukowski,
powiat bydgoski (Bromberg),
powiat chodzieski,
powiat czarnkowski,
powiat gnieźnieński,
powiat inowrocławski,
powiat kościański,
krobski,
powiat krotoszyński,
powiat międzychodzki (Birnbaum),
powiat międzyrzecki (Meseritz),
powiat mogilnicki,
powiat obornicki,
powiat odolanowski,
powiat ostrzeszowski,
powiat pleszewski,
powiat szamotulski,
szremski,
powiat szubiński,
powiat średzki,
powiat wągrowiecki,
powiat wrzesiński,
powiat wschowski,
powiat wyrzyski